# Allonnes (Eure-et-Loir)
Allonnes – miejscowość i gmina we Francji, w Regionie Centralnym, w departamencie Eure-et-Loir.
Według danych na rok 1990 gminę zamieszkiwały 252 osoby, a gęstość zaludnienia wynosiła 25 osób/km² (wśród 1842 gmin Regionu Centralnego Allonnes plasuje się na 889. miejscu pod względem liczby ludności, natomiast pod względem powierzchni na miejscu 1143.).